# Рок-звезда (фильм)
«Рок-звезда» (англ. Rock Star) — американский фильм 2001 года Стивена Херека. В основу сюжета положена реальная история вокалиста кавер-группы «Judas Priest» Тима «Ripper» Оуэнса.

## Сюжет
Фильм рассказывает о рок-сцене восьмидесятых и о цене славы.
В середине 1980-х житель Питтсбурга Крис Коул является фанатичным поклонником хэви-метал группы «Steel Dragon». Днем Крис работает фотокопировальным специалистом, а ночью он выступает в качестве вокалиста трибьют-группы «Steel Dragon» под названием «Blood Pollution» (название группы взято из песни «Steel Dragon»).
Внутреннее противостояние между настоящими участниками группы Steel Dragon завершается увольнением их фронтмена Бобби Бирса и поиском нового вокалиста. Крис переживает собственные раздоры со своими товарищами по группе Blood Pollution, в частности с гитаристом Робом Малкольмом. Во время живого выступления игра Роба не соответствует чрезмерно строгим стандартам Криса в отношении точности ноты к оригинальным записям Steel Dragon, и Крис намеренно разбивает усилитель Роба в середине песни — между ними вспыхивает драка на сцене, концерт срывается. На следующий день Крис приходит на репетицию Blood Pollution, но узнает, что его заменил его заклятый соперник, (теперь уже бывший) солист другой трибьют-группы Steel Dragon. Роб также ссылается на неспособность Криса создать свой собственный музыкальный стиль, Крис уходит, забирая с собой провод и стойку для микрофона.
На следующее утро Крису неожиданно звонит основатель и ритм-гитарист Steel Dragon Кирк Кадди, и ему предлагается пройти прослушивание в группу. Однажды повесив трубку с Кирком, думая, что Роб разыгрывает его, Крис восторженно соглашается. В студии он знакомится с группой, понимая кто способствовал его приглашению на прослушивание (две поклонницы Blood Pollution показали Кирку видеозапись одного из концертов группы) и великолепно исполняет «We All Die Young» (песня Steel Dragon в фильме, в оригинале группы Steelheart, ведущий вокалист которой Мильенко Матиевич обеспечивает певческий голос Коула для фильма). Крис присоединяется к группе в качестве нового вокалиста, взяв сценический псевдоним «Иззи». После успешного дебютного концерта со Steel Dragon Иззи должен привыкнуть к давлению вновь обретенной славы и успеха. Группа отправляется в длительный тур, и Иззи сталкивается с истинной стороной звёздного образа жизни, а гастрольный менеджер группы Мэтс выступает в качестве сочувствующего наставника Иззи.
Новый образ жизни влияет на Криса как в лучшую, так и в худшую сторону, особенно на отношения с поддерживающей его девушкой Эмили Пул, которая решает не продолжать с ним до конца тура в качестве подруги рок-звезды, хотя Эмили и Иззи соглашаются снова увидеться вместе, когда тур доберется до Сиэтла. В конце концов, команда прибывает в Сиэтл для выступления, и Эмили посещает его гостиничный номер, как они и договаривались ранее, хотя Иззи настолько напился во время тура, что забыл о договоренности и даже не знал, в каком городе он находится. Ошеломленная бесчисленными поклонницами и пребывая в замешательстве, Эмили все еще пытается восстановить с ним связь, напоминая ему об их планах встретиться, как только он доберется до Сиэтла, однако он слишком пьян, чтобы понять, что она говорит, и в конце концов предлагает им поехать в Сиэтл вместе. Убитая горем из-за его невнимательного поведения, интоксикации и того факта, что он спит с таким количеством фанаток, Эмили уходит от него.
Проходит полгода и Иззи, вместе с другими членами группы возвращается из отпуска, в ходе которого он сочинил и выдвинул концепции написания нескольких новых песен и придумал свой дизайн обложки будущего альбома, о чём он сообщает коллегам перед следующей серией сессий записи Steel Dragon. Участники группы принимают его идеи, но отвергают их, а Кирк объясняет, что в группе есть только два бессменных автора песен — он и барабанщик Эй-Си и что группа должна придерживаться этих принципов составления текстов. Также музыканты аргументируют тем, что фанатов будут интересовать лишь композиции этих двух авторов. Иззи злится и негодует, когда понимает, что его взяли лишь из-за вокальных данных. После близкого разговора по душам за выпивкой в баре с Мэтсом о том, как он боялся, что не может контролировать направление, в котором его повела жизнь, Иззи начинает пересматривать свой образ жизни рок-звезды. В следующем туре, в сцене, прямо параллельной в начале фильма, Иззи слышит, как фанат поет вместе с ним ближе к концу живого концерта. Впечатленный, Иззи вытаскивает парня на сцену, который подпевал, он представляется Крису именем Тор. Прямо во время исполнения тот передает ему микрофон, чтобы закончить концерт, а сам уходит с площадки за кулисы. За кулисами Иззи понимает, что то, чего он так долго желал, на самом деле не то, что ему было нужно и прощается с Мэтсом, также уходя из группы.
Покинув Steel Dragon и отказавшись от имиджа рок-звезды и сценического псевдонима, Крис направляется в Сиэтл и вместе со своим старым другом и бывшим товарищем по группе Робом создает новую группу, что позволяет ему писать свою собственную музыку. Крис находит Эмили работающей в кофейне, которую она и ее соседка по комнате купили несколькими годами ранее, и поначалу он не решается с ней разговаривать. Однажды вечером, прогуливаясь, Эмили видит брошюру с выступлением его группы, висящей на столбе, и снимает ее. В финальной сцене Крис поет со своей группой в баре, туда входит Эмили. Крис замечает ее и уходит со сцены поговорить с ней. Они примиряются, заканчивая фильм поцелуем и последней нотой первой оригинальной песни Криса «Colorful» (песня группы The Verve Pipe).
Во время титров Кадди говорит о будущем группы, показывается, что Бобби Бирс занялся ирландскими танцами после увольнения из Steel Dragon.

## В ролях
| Актёр             | Роль                                              |
| ----------------- | ------------------------------------------------- |
| Марк Уолберг      | Крис «Иззи» Коул                                  |
| Дженнифер Энистон | Эмили Поул                                        |
| Джейсон Флеминг   | Бобби Бирс (вокалист группы «Steel Dragon»)       |
| Доминик Уэст      | Кирк Кадди (гитарист «Steel Dragon»)              |
| Тимоти Сполл      | Мэтс (менеджер «Steel Dragon»)                    |
| Тимоти Олифант    | Роб Малькольм (гитарист группы «Blood Pollution») |
| Зак Вайлд         | Ghode (гитарист «Steel Dragon»)                   |
| Ник Катанезе      | Ксандер Камминс (гитарист «Blood Pollution»)      |
| Джейсон Бонэм     | Эй Си (ударник «Steel Dragon»)                    |
| Майлз Кеннеди     | Майк / Thor                                       |

## Саундтрек
Несколько песен, звучавших в фильме и попавших в его саундтрек, были позже выпущены на CD (помечены*).
| №                   | Название                                                                             | Artist              | Длительность |
| ------------------- | ------------------------------------------------------------------------------------ | ------------------- | ------------ |
| 1.                  | «Rock Star» (Art Alexakis)                                                           | Everclear           | 3:30         |
| 2.                  | «Livin' the Life» (Steve Plunkett, Peter Beckett)                                    | Steel Dragon        | 3:14         |
| 3.                  | «Wild Side*» (Vince Neil, Nikki Sixx, Tommy Lee)                                     | Mötley Crüe         | 4:34         |
| 4.                  | «We All Die Young» (Miljenko Matijevic, Kenny Kanowski)                              | Steel Dragon        | 4:01         |
| 5.                  | «Blood Pollution» (Twiggy Ramirez)                                                   | Steel Dragon        | 3:59         |
| 6.                  | «Livin' on a Prayer*» (Jon Bon Jovi, Richie Sambora, Desmond Child)                  | Bon Jovi            | 4:08         |
| 7.                  | «Stand Up» (Sammy Hagar)                                                             | Steel Dragon        | 4:18         |
| 8.                  | «Stranglehold» (Ted Nugent)                                                          | Ted Nugent          | 8:23         |
| 9.                  | «Wasted Generation» (Desmond Child, A.Allen (Ajay Popoff), J. Allen (Jeremy Popoff)) | Steel Dragon        | 2:54         |
| 10.                 | «Lick It Up» (Paul Stanley, Vinnie Vincent)                                          | KISS                | 3:56         |
| 11.                 | «Long Live Rock 'n' Roll» (Ronnie James Dio, Ritchie Blackmore)                      | Steel Dragon        | 3:27         |
| 12.                 | «Devil Inside*» (en:Andrew Farriss, Michael Hutchence)                               | INXS                | 5:13         |
| 13.                 | «Colorful» (Brian Vander Ark)                                                        | The Verve Pipe      | 4:25         |
| 14.                 | «Gotta Have It» (Trevor Rabin)                                                       | Trevor Rabin        | 2:57         |
| Общая длительность: | Общая длительность:                                                                  | Общая длительность: | 58:59        |